# Saybia
I Saybia sono gruppo rock danese formatasi a Nyborg nel 1993.

## Storia
Pubblicano 3 EP, prima di firmare, nella primavera del 2001, un contratto discografico con la EMI. Nel 2002 pubblicano il loro album di debutto The Second You Sleep, dopo il quale la band parte per un tour europeo. I Saybia vengono nominati come Miglior gruppo nordico agli MTV Europe Music Awards 2002, premio che viene assegnato agli svedesi Kent.
Nel 2003 la band è sul punto di sciogliersi e i cinque membri decidono di ristrutturare una vecchia casa su un'isola svedese, trasformandola in un monolocale. La band trascorre mesi sull'isola, scrivendo e registrando molte canzoni del loro secondo album These Are the Days, pubblicato poi nel 2004.
Ottengono un'altra nomination agli MTV Europe Music Awards 2004, sempre come Miglior gruppo nordico, ma anche in questa edizione il premio viene assegnato ad un'altra band, gli svedesi The Hives.
Nel 2007 viene pubblicato Eyes on the highway, il terzo capitolo della band danese.

## Formazione
- Søren Huss – voce, chitarra acustica
- Jeppe Langebek Knudsen – basso
- Palle Sørensen – batteria
- Sebastian Sandstrøm – chitarra
- Jess Jensen – tastiera

## Discografia (parziale)

### Album
- 2002 - The Second You Sleep
- 2004 - These Are the Days
- 2007 - Eyes on the Highway
- 2015 - No Sound From The Outside

### EP
- 1998 - Dawn of a New Life (auto-prodotto)
- 2000 - Chapter 3 (auto-prodotto)
- 2001 - Saybia (EP)
- 2003 - Live EP

### Singoli
- 2002 - The Day After Tomorrow
- 2002 - The Second You Sleep
- 2003 - In Spite of
- 2004 - Brilliant Sky
- 2004 - I Surrender
- 2004 - Bend the Rules
- 2005 - Guardian Angel
- 2007 - Angel